# Шкурупий, Вячеслав Алексеевич
Вячеслав Алексеевич Шкурупий  (род. 11 марта 1941 года, г. Белореченск Краснодарского края) — доктор медицинских наук, профессор (1990). Заслуженный деятель науки РФ; академик РАМН (2005; член-корреспондент с 1997), академик Российской академии наук (2013).

## Биография
Родился 11 марта 1941 года в г. Белореченске Краснодарского края. Мать: Шкурупий (Шаховская), отец: Шкурупий Алексей Алексеевич. Женат. Супруга: Шкурупий Любовь Михайловна. Дети: Вероника. Прошёл срочную службу в армии. В 1969 году окончил лечебный факультет Новосибирского государственного медицинского института (НГМИ, ныне Новосибирский государственный медицинский университет). С 1969 по 1988 год работал младшим научным сотрудником в Центральной научно-исследовательской лаборатории НГМИ, старшим научным сотрудником, заведующим ЦНИЛ.
В 1974 году защитил кандидатскую диссертацию на тему «Сравнительное морфологическое исследование ультраструктур гепатоцитов мышей разных генетических линий — интактных и в условиях острого токсического повреждения печени», в 1987 году — докторскую диссертацию на тему «Структурная организация нормальной и повреждённой печени при стрессе и введении лизосомотропных препаратов».
В дальнейшем работал проректором по научной работе НГМИ (1988—1999); зав. кафедрой патологической анатомии Новосибирского государственного медицинского университета (с 1989 г.); зам. директора по научной работе Научного центра клинической и экспериментальной медицины Сибирского отделения РАМН (1999—2003); с 2003 года директор Научного центра клинической и экспериментальной медицины Сибирского отделения РАМН (ФГУ НЦКЭМ СО РАМН).
Профессор (1990), член-корреспондент РАМН по специальности «гистология и цитология» (1997), академик РАМН (2005), академик РАН (2013).
Под его руководством подготовлено 18 докторов и 42 кандидата наук.
Область научных интересов: иммуноморфопатогенез инфекционных заболеваний, физиологические и морфоцитологические проявления реакций фагоцитирующих клеток. Разработал метод лечения железодефицитной анемии, злокачественных новообразований печени, разработал принципы создания лекарств для лечения гранулёматозов.
Автор более 800 научных работ, в том числе 17 монографий, получено 40 патентов РФ и 2 Евразийских патента на изобретения.
В разное время являлся членом Президиума РОП и правления регионального общества анатомов, гистологов и эмбриологов Сибири и Дальнего Востока, членом экспертного совета президиума СО РАМН, экспертного научного совета при администрации Новосибирской области, экспертной комиссии регионального (Сибирского) Российского фонда «Общественное признание», диссертационных советов, редколлегий и советов ряда научных журналов; председателем научно-практического общества патологоанатомов Новосибирской области и Проблемной комиссии «Общая патология и экология человека» Научного совета РАМН и Минздрава России по медицинским проблемам Сибири, Дальнего Востока и Крайнего Севера.
Его девиз: Надейся на худшее, лучше будет, хуже не станет.
Отличительная черта: Эрудиция и высокий творческий потенциал, доброжелательность, отзывчивость, принципиальность, высокая требовательность к себе и окружающим.
Интересы, хобби: Африканская культура, предметы малой пластики, выполненные собственноручно.

## Награды и звания
- Медаль Р. Вирхова (2004)
- Орден Н. И. Пирогова (2008)
- Заслуженный деятель науки Российской Федерации (2004)[1]